# Erdei Ferenc-szobor (Rajki László)

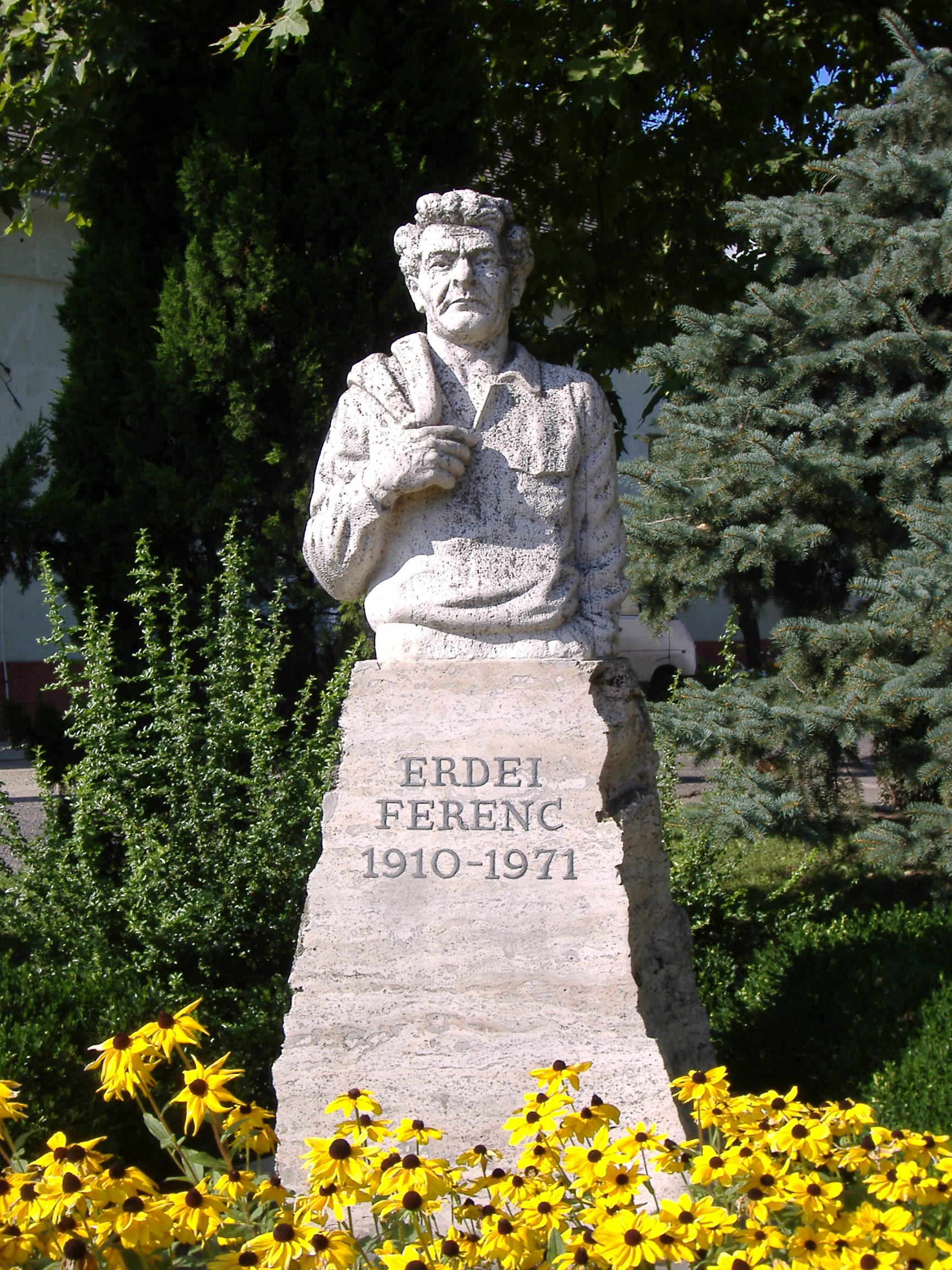
A kőszobor

Erdei Ferenc kőszobra Makón, a róla elnevezett téren, szülőházával szemben, Gerizdes városrész határán áll.
A kőből készült portrészobrot Rajki László orosházi születésű, szentendrei szobrászművész készítette el 1987-ben, a Hazafias Népfront felkérésére. A mászkőből faragott portrét 1987. október 5-én, ünnepélyes keretek között, a népfrontmozgalom vezetőinek részvételével avatták fel Gárdonyban, a Hazafias Népfront üdülőjének parkjában. Az üdülőt később privatizálták és átépítették – jelenleg (2018) négycsillagos szállodaként üzemel – Erdei Ferenc-szobrát pedig lebontották.
Rajki László alkotása 1988-ban a Hazafias Népfront budapesti székházába, majd 1993-ban a makói múzeumba került. Fölállítására azonban csak 1996-ban került sor.
A félfigurát kőtalapzatra helyezte, ami egy virágokkal övezett zöldfelület közepén áll; az alkotás összmagassága 97 centiméter. A talapzaton az ERDEI FERENC 1910–1971 felirat olvasható.